# Adonis (planta)
- Commons
- Wikispecies

Adonis é um gênero botânico da família Ranunculaceae
| - Adonis aestivalis - Adonis aleppica - Adonis amurensis - Adonis annua (Adonis autumnalis) - Adonis bobroviana - Adonis chrysocyathus - Adonis coerulea | - Adonis cyllenea - Adonis davidii - Adonis distorta - Adonis flammea - Adonis microcarpa - Adonis nepalensis - Adonis pyrenaica | - Adonis ramosa - Adonis sibirica - Adonis sutchuenensis - Adonis tianschanica - Adonis vernalis - Adonis volgensis |

- Lista completa

## Classificação do gênero
| Sistema | Classificação                      | Referência               |
| ------- | ---------------------------------- | ------------------------ |
| Linné   | Classe Polyandria, ordem Polygynia | Species plantarum (1753) |